# ريغي ريختر
ريغي ريختر (بالإنجليزية: Reggie Richter)‏ هو لاعب كرة قاعدة أمريكي، ولد في 14 سبتمبر 1888 في دوسلدورف في ألمانيا، وتوفي في 2 أغسطس 1934 في وينفيلد في الولايات المتحدة.

## وصلات خارجية
- ريغي ريختر على موقعبيزبول رفرنس.كوم (الدوري الرئيسي) (الإنجليزية)
- ريغي ريختر على موقعبيزبول رفرنس.كوم (الدوري الثانوي) (الإنجليزية)